# Kaiser-Wilhelm-Platz (Detmold)
Der Kaiser-Wilhelm-Platz ist ein öffentlicher Platz in Detmold im Kreis Lippe (Nordrhein-Westfalen). Die parkähnliche Gestaltung aus dem späten 19. Jahrhundert ist heute nur noch teilweise erhalten. Der Platz ist seit dem 14. November 1988 als Baudenkmal geschützt.

## Geschichte

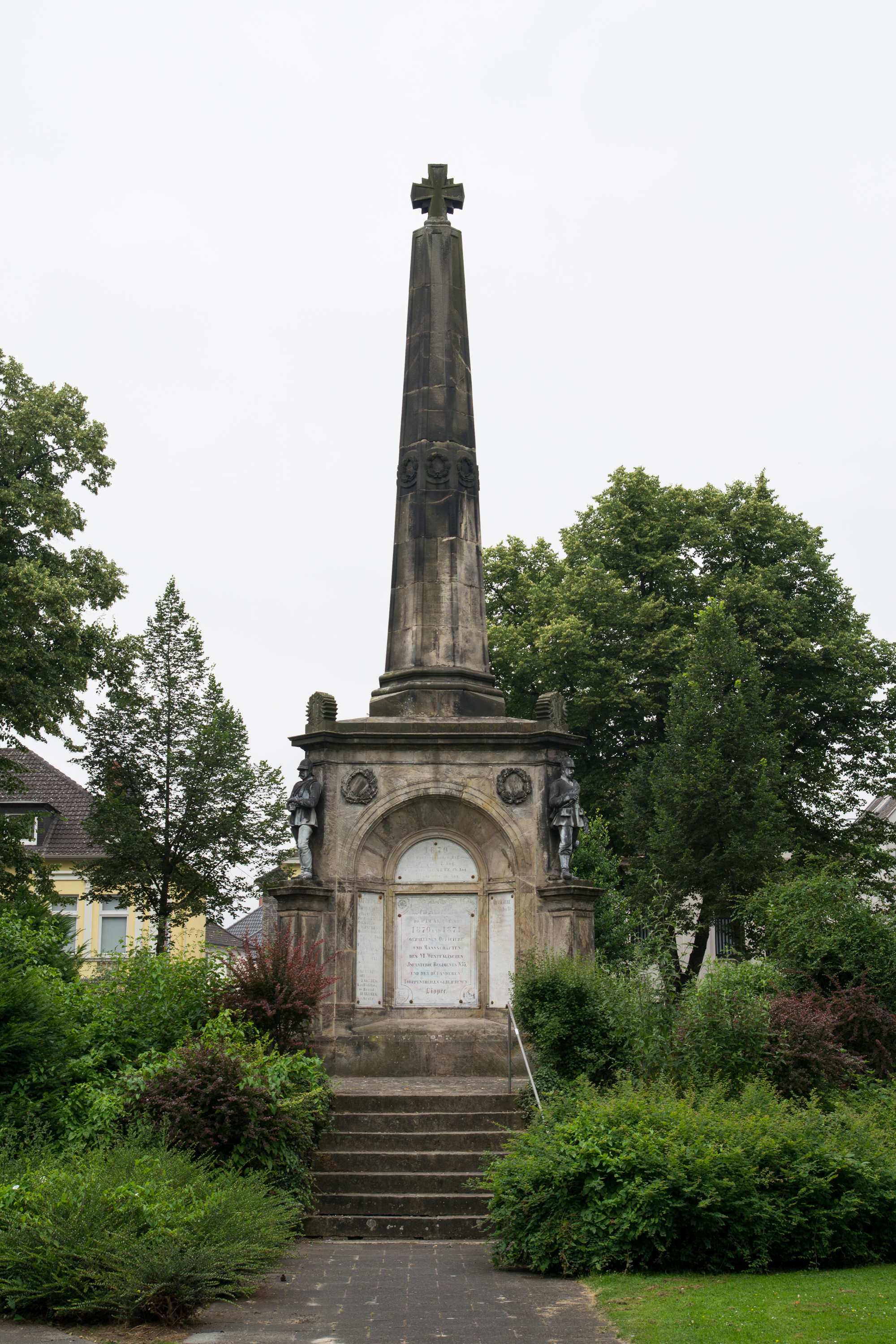
Lippisches
Landes-Kriegerdenkmal 1870/71,
errichtet 1875

Unter dem Detmolder Stadtbaumeister Karl Leopold Petri fand ab 1860 eine Stadterweiterung Richtung Westen, im Wesentlichen durch die Paulinenstraße, statt. Der Bereich zwischen Paulinenstraße und Hermannstraße war für den Bau von städtischen und landesherrlichen Ämtern vorgesehen.
Der damalige Detmolder Bürgermeister Leopold Heldmann beauftragte um 1870 den Nachfolger Petris, Baumeister Wilhelm von Meien, einen geeigneten Standort für ein Kriegerdenkmal für die Gefallenen des Deutschen Krieges von 1866 und des Deutsch-Französischen Krieges 1870/71 zu finden. Ursprünglich war dafür ein Platz vor dem Krummen Haus am Büchenberg vorgesehen, doch von Meien entschied sich für einen Standort im neu entstehenden Stadtviertel „auf dem Bruche“.
1872 begannen die vorbereitenden Arbeiten am Platz, die Mitte 1874 abgeschlossen waren. Am 14. August 1874 erfolgte die Grundsteinlegung für das Denkmal, zu diesem Zeitpunkt erhält der Platz auch seinen Namen. Ende 1874 wurden rund um den Kaiser-Wilhelm-Platz 220 Lindenbäume angepflanzt.
Genau ein Jahr später und damit nur zwei Tage vor der Einweihung des Hermannsdenkmals waren auch die Arbeiten am Kriegerdenkmal abgeschlossen, das nun mit einem Festprogramm am 14. August 1875 eingeweiht wurde. Schon kurz darauf, am 28. September 1875, verstarb dessen Baumeister Wilhelm von Meien.
In den 1880er Jahren entstanden auf dem vormals offenen Platz weitere Anpflanzungen. Das sternförmige Wegenetz geht auf einen Plan von Röhr aus dem Jahr 1884 zurück, die Ausführung erfolgte durch den Hofgärtner Schumann. Röhr orientierte sich bei seinem Konzept an Peter Joseph Lennés Gestaltung des Potsdamer Wilhelmplatzes. 1888 wurden in der Mitte des Parks 12 Eichen angepflanzt, in deren Mitte 1894 ein (nicht mehr erhaltener) Kandelaber errichtet wurde.
1898 wurde nördlich des Platzes ein Viehmarkt eingerichtet.

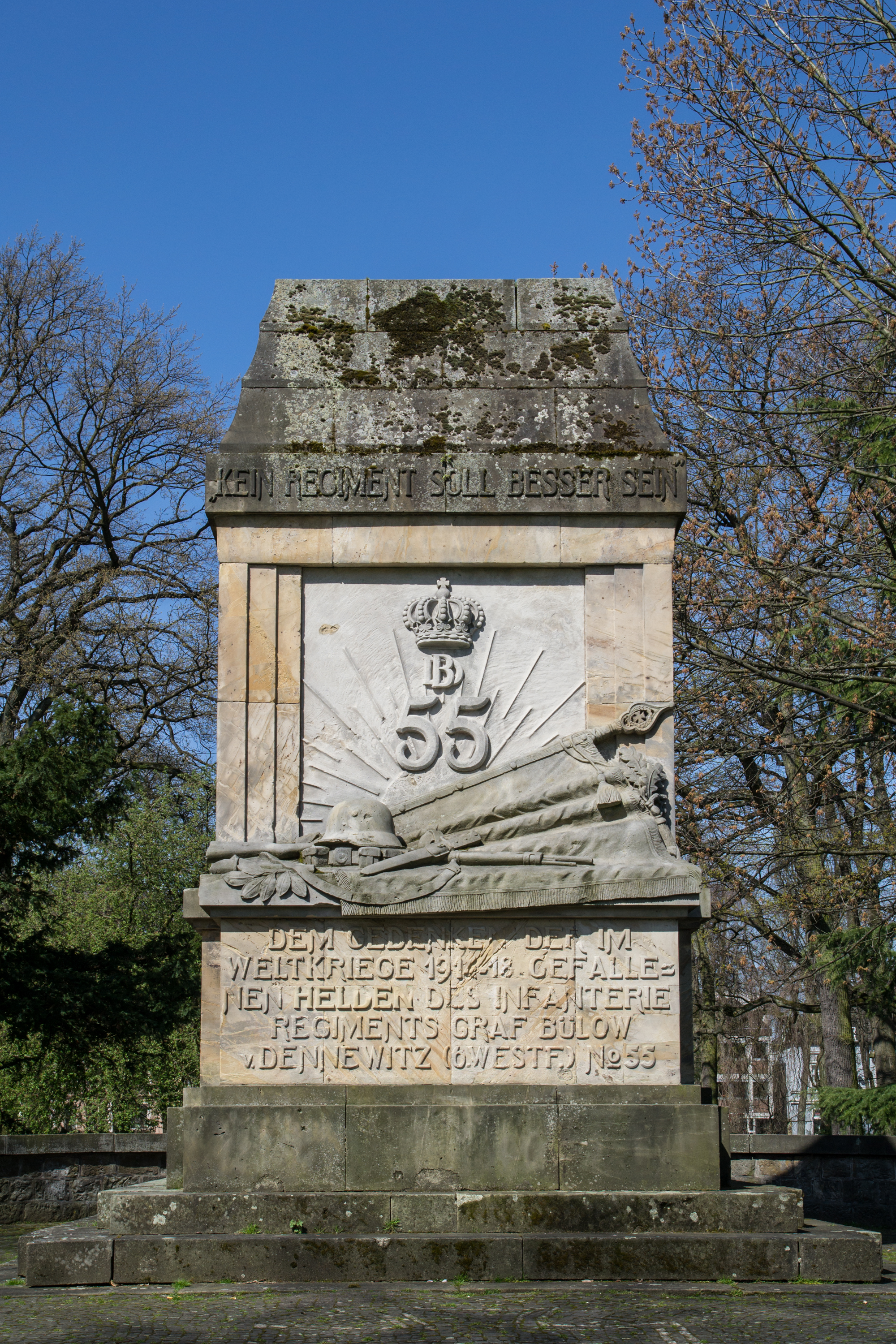
55er-Denkmal

Als Gegenstück zum Denkmal beschloss der Stadtrat 1899 den Bau eines Venusbrunnens im südöstlichen Teil des Platzes. Mit der Bauplanung wurde der Stadtbaumeister Nülle beauftragt. Die Brunnenfiguren aus Zinkguss stammten von der Berliner Gießerei Schäffer & Walcker. Schon bald erwies sich der Brunnen als sehr reparaturanfällig, und so wurde er 1926 wieder entfernt und durch ein Denkmal für die Gefallenen der in Detmold stationierten 55er ersetzt.
In den Jahren 1905 bis 1907 entstand auf dem Gebiet des ehemaligen Viehmarktes die Christuskirche nach Entwürfen des Architekten Otto Kuhlmann. Die Bepflanzung um die Kirche wurde in das Gesamtkonzept des Platzes einbezogen. Trotz anfänglicher Proteste durch Heimatschutzbund und Verkehrsverein errichtete der Baumeister Supan im Auftrag des Magistrats 1925 drei Pavillons nahe der Kirche (ein geplanter vierter ist nicht ausgeführt worden).
In den 1970er Jahren erfolgten Umgestaltungen der Wege, an der Kassenstraße (heute Heinrich-Drake-Straße) wurde eine Lindenreihe zugunsten eines Parkplatzes geopfert. Bisher nicht umgesetzte Pläne streben eine Rückgestaltung des Platzes nach historischem Vorbild an.

## Bebauung
Nördlich und südlich des Platzes entstanden im späten 19. und frühen 20. Jahrhundert diverse prägende Gebäude, beginnend mit dem Landgericht an der Ecke Paulinenstraße/Kassenstraße in den Jahren 1879 bis 1880. Die benachbarte Fürstlich-Lippische Landesspar- und Leihekasse wurde 1884–85 durch Leopold Petri errichtet. Ein geschlossenes Straßenbild bis zur Hermannstraße erfolgte erst in den Jahren 1909 bis 1911 durch den Bau der Fürstlich-Lippischen Regierung und das Gebäude des Lippischen Landtags. Auf der nördlichen Seite des Platzes erbaute Petri von 1889 bis 1890 das Reichspostgebäude an der Ecke zur Paulinenstraße. Erweiterungen entlang der Bismarckstraße erfolgten in den Jahren 1927/28 und nach 1960.